# 2 Lacertae
Désignations
2 Lacertae (en abrégé 2 Lac) est une étoile binaire de la constellation boréale du Lézard. Elle est visible à l'œil nu avec un magnitude apparente d'environ 4,55. Le système présente une parallaxe annuelle de 5,88 mas mesurée par le satellite Hipparcos, ce qui indique qu'il est distant d'environ ∼ 550 a.l. (∼ 169 pc) de la Terre. Il se rapproche du Système solaire à une vitesse radiale de −9,5 km/s. L'étoile apparaît être dans le voisinage de l'association OB Lacerta OB1, mais elle est probablement un objet situé au premier plan.
2 Lacertae est une binaire spectroscopique à raies doubles. Ses composantes sont trop proches pour être résolues, toutefois la présence d'un effet Doppler périodique dans le spectre révèle la présence des deux étoiles. Toutes les deux sont des étoiles bleu-blanc de la séquence principale de type spectral B6 V, qui orbitent l'une autour de l'autre selon une période de 2,616 jours et avec une excentricité d'environ 0,04. La composante primaire est estimée être environ une magnitude plus brillante que la secondaire. La primaire apparaît être sur le point de quitter la séquence principale, ayant quasiment épuisé l'hydrogène de son noyau. Des modèles d'évolution stellaire estiment qu'elle a complété plus de 90 % de sa vie sur la séquence principale. Son compagnon pourrait également être dans ce cas.
2 Lacertae est également une étoile de type B à pulsation lente, dont la magnitude apparente varie entre 4,54 et 4,56 selon plusieurs périodes d'oscillation. Trois périodes de variation de 1,308, 1,508 et 2,102 jours peuvent être distinguées.